# 馬爾賽 (馬佳氏)
马尔赛（穆麟德轉寫：marsai，？—1733年），马佳氏，清朝官员，满洲正黄旗，大学士、三等公图海之孙，诺敏之子。
马尔赛袭封三等公，康熙年间，历任护军统领、镶黄旗蒙古都统，康熙末年为领侍卫内大臣，掌銮仪卫事。雍正二年（1724年），加赠图海一等公，号忠达，马尔赛为镶蓝旗满洲都统。雍正六年（1728年）八月，马尔赛被雍正帝任命为武英殿大学士兼吏部尚书，雍正八年（1730年），马尔赛参与对准噶尔噶尔丹策零用兵的机务事宜，与张廷玉、蒋廷锡一起入值军机。次年，傅尔丹兵败，马尔赛为抚远大将军，主持军务，率师驻图拉，征讨噶尔丹策零。但是马尔赛畏敌惧战，被降为抚远将军，归靖边大将军锡保调遣，驻扎克拜达里克。雍正十一年（1733年），额尔德尼召之战，准噶尔西逃，马尔赛贻误军机，被夺官治罪，雍正帝下令将他斩于军前。